# Hamana (jezioro)
Jezioro Hamana (jap. 浜名湖 Hamana-ko) – dziesiąte największe jezioro Japonii. Położone w środkowej części wyspy Honsiu na wybrzeżu Oceanu Spokojnego, około 250 km na południowy zachód od Tokio, w prefekturze Shizuoka.